# Gerson King Combo - Volume II
Gerson King Combo - Volume II é o terceiro álbum de estúdio do cantor brasileiro Gerson King Combo, lançado pela Polydor em 1978 - em LP - e relançado pela Universal Music Group em 2001 e 2023 - respectivamente em CD e novamente em LP.

## Antecedentes
Quando o movimento Black Rio ganhou a atenção da mídia e da indústria cultural brasileira, em 1976, diversos artistas que tinham penetração naqueles bailes de periferia - que chegavam a concentrar de 500 mil a 1 milhão e meio de pessoas por fim de semana - passaram a assinar contratos com grandes gravadoras, na tentativa destas de vender a este imenso mercado consumidor. Foi assim, que Gérson conseguiu gravar o seu segundo álbum, em 1977. Este lançamento faz grande sucesso nos bailes, especialmente, com as canções "Mandamentos Black" e "God Save the King", garantindo um contrato para outro lançamento.

## Gravação
O álbum foi gravado juntamente com a banda Super Bacana, no estúdio Phonogram, da Polygram (dona do selo Polydor), com a produção de Ronaldo Corrêa, direção artística de Pedrinho da Luz, e arranjos da banda Super Bacana, de Pedrinho, Ronaldo e do maestro Hugo Bellard.

## Recepção
A recepção na crítica especializada da época foi praticamente inexistente. A revista Geração Pop, entretanto, considerou o lançamento bom, dizendo que ele não ficava "devendo nada às bandas maravilhosas de soul lá de fora". Chamava Gérson de "líder absoluto da soul-music brasileira" e elogiava o caminho musical seguido pelo cantor que, segundo a revista, agora deixava de "copiar seu colega americano". As vendas também foram piores do que o seu álbum do ano anterior, apesar de chegar a emplacar dois hits menores: "Funk Brother Soul" e "Good Bye". Isto, combinado com o fracasso de outros lançamentos do movimento, leva as gravadoras a pararem de apostar tão fortemente na "onda black". Gérson, assim como outros autores, credita ao aparecimento da música disco - propagandeada através de um filme e de uma novela global - o esmorecimento do e a perda de interesse no movimento.
Atualmente, entretanto, juntamente com o lançamento do ano anterior, é considerado um dos grandes discos da música negra brasileira nos anos 70. Em 2001, a Universal Music Group relançaria este disco e o seu antecessor em CD. contando também, em novembro de 2023, com um relançamento do álbum em vinil colorido na cor branca, parte do clube de assinatura Clube do Vinil da Universal Music brasileira.

## Faixas
| Lado A         |                      |                         |         |  |
| N.º            | Título               | Compositor(es)          | Duração |  |
| 1.             | "Pro que Der e Vier" | Hyldon - Pedrinho       | 4:31    |  |
| 2.             | "Hey, Você"          | G. Combo - Hugo Bellard | 3:40    |  |
| 3.             | "Funk Brother Soul"  | G. Combo - Pedrinho     | 2:53    |  |
| 4.             | "E Moisés Falou"     | G. Combo - Marcelo      | 3:36    |  |
| 5.             | "Meu Nome É..."      | Carter                  | 3:38    |  |
| Duração total: | Duração total:       | Duração total:          | 18:18   |  |

| Lado B         |                                 |                             |         |  |
| N.º            | Título                          | Compositor(es)              | Duração |  |
| 1.             | "Na Trilha do Coração"          | G. Combo - Mr. Paulo Santos | 3:04    |  |
| 2.             | "É Melhor pra Nós Dois"         | R. Combo - G. Combo         | 3:06    |  |
| 3.             | "Good Bye"                      | D. Luiz - Nixon             | 3:10    |  |
| 4.             | "Tenho um Vulcão dentro de Mim" | G. Combo - Messias          | 3:10    |  |
| 5.             | "Por isso Vou te Amando"        | G. Combo - Mr. Paulo Santos | 2:42    |  |
| 6.             | "Aquela Brincadeira"            | R. Combo - G. Combo         | 3:09    |  |
| Duração total: | Duração total:                  | Duração total:              | 18:21   |  |

## Ficha Técnica
- Direção artística: Pedro da Luz (Pedrinho)
- Direção de produção: Ronaldo Corrêa
- Arranjos de base: Super Bacana, Pedrinho, Ronaldo
- Arranjos orquestrais: Hugo Bellard
- Técnicos de gravação: Vitor, Jairo Gualberto
- Auxiliares de estúdio: Aníbal, Rui, Rafael
- Técnico de mixagem: Jairo Gualberto
- Corte: Ivan Lisnik
- Capa: Aldo Luís
- Arte Final: Arthur Fróes